# Sabicea glomerata
Sabicea glomerata är en måreväxtart som beskrevs av Herbert Fuller Wernham. Sabicea glomerata ingår i släktet Sabicea och familjen måreväxter.
Artens utbredningsområde är Colombia. Inga underarter finns listade i Catalogue of Life.